# JK Primošten
Jedriličarski klub Primošten iz Primoštena osnovan je 3. listopada 2003. godine. 

## Povijest i djelovanje
Klub je svoje djelovanje započeo u kampu "Adriatic", a od 2008. je u Portu kod bivšeg trajektnog pristaništa u Primoštenu.
Klub organizira nekoliko regata godišnje, za klasu optimist, katamarane i krstaše. Surađuje i s klubovima iz inozemstva, najviše s CV La Scuffia iz Pescare (Italija). Klub je proteklih godina organizirao 30-ak regata - uz Kup Primoštena i Regatu katamarana koje klub organizira početkom svake jeseni, ističu se Državno prvenstvo za klasu Optimist do 12 godina (2013.), Državno prvenstvo za olimpijske klase (2015.), Trofej Primoštena - kriterijska regata klase optimist za regiju jug (2018) i Državno prvenstvo sportskih katamarana F18 klase (2020.).
Klub ima oko 20 odraslih članova, tijekom cijele godine jedri do 10 djece, a ljetnu školu jedrenja pohađa i do 30 djece. Posjeduje 5 jedrilica klase optimist i 1 jedrilicu klase laser 4.7 koje su kupljene zahvaljujući sponzorstvima i donacijama prijatelja i simpatizera kluba, te nekoliko jedrilica tipa Laser Pico. Klub je poznat po klasi katamaran F18 i upravo su članovi JK Primoštena svojim angažmanom ovu klasu doveli pod okrilje HJS-a.
Predsjednik kluba je Luka Ćurko, tajnica je Jagoda Perković, a trener je Bruno Lugović.

## Vanjske poveznice
- www.jk-primosten.hr Službene stranice kluba
- www.facebook.com/jkprimosten Facebook stranica kluba